# Docirava affinis
Docirava affinis är en fjärilsart som beskrevs av W. Warren 1894. Docirava affinis ingår i släktet Docirava och familjen mätare. Inga underarter finns listade i Catalogue of Life.